# Castell de Lielstraupe
El Castell de Lielstraupe (en letó:Lielstraupes pils, en alemany:  Gross-Roop) és un castell en la regió històrica de Vidzeme, al nord de Letònia. L'edifici va ser construït en el segle xiii, i el poble de Straupe va començar a desenvolupar-se al voltant del castell durant el segle xiv. Una gran torre va ser afegida al voltant de 1600.
Des de la segona meitat del segle xiii fins al 1625, el castell va pertànyer a la família del baró Rosen. Durant el domini polonès, al castell hi havia un monestir catòlic. Des de 1723, el castell pertanyia al governador Peter Lacy, quan era governador general George Browne. El 1866, el castell va ser adquirit pel baró general Johann Gustav von Rosen (1797–1872) i va romandre novament propietat de la família Rosen fins que Hans von Rosen va marxar a Alemanya el 1939.
Greument danyat per un incendi el 1905, el castell va ser restaurat entre 1906 i 1909 per l'arquitecte Vilhelms Bokslafs. Des de 1963 és la seu d'un hospital de rehabilitació per a drogoaddictes.